# 1957
1957 (MCMLVII) je bilo navadno leto, ki se je po gregorijanskem koledarju začelo na torek.

## Dogodki
- 1. januar - Posarje je vključeno v Zvezno republiko Nemčijo.
- 20. januar - izraelske sile se umaknejo s Sinaja, ki so ga zavzele med sueško vojno oktobra prejšnje leto.
- 15. februar - Andrej Gromiko postane minister za zunanje zadeve Sovjetske zveze.
- 6. marec - Zlata obala in Britanski Togo (danes Zahodni Togo, Gana), britanski koloniji, se združita v neodvisno državo Gano.
- 7. marec - ameriški kongres potrdi t. i. Eisenhowerjevo doktrino v ameriških mednarodnih odnosih.
- 8. marec - Egipt ponovno odpre Sueški prekop.
- 17. marec - v letalski nesreči umre predsednik Filipinov Ramon Magsaysay in še 24 ljudi.
- 25. marec - s podpisom rimske pogodbe je ustvarjen temelj za ustanovitev Evropske gospodarske skupnosti, danes enega od stebrov Evropske unije.
- 1. april - prvi novi naborniki vstopijo v Bundeswehr.
- 24. maj - v Tajpeju na Tajvanu izbruhnejo protiameriški protesti.
- 1. julij - prične se raziskovalni projekt mednarodno geofizikalno leto.
- 2. julij - Svet za šolstvo Slovenije izda priporočilo, da se morata v okviru reforme šolskega sistema osnovna šola in nižja gimnazija združiti v enotno osemletko.
- 14. julij - Rawya Ateya postane prva poslanka ženskega spola v arabskem svetu.
- 23. junij - prvi organizirani pohod ob žici okupirane Ljubljane
- 25. julij - Tunizija postane republika, za prvega predsednika je imenovan Habib Bourguiba.
- 4. avgust - Juan Manuel Fangio z Maseratijem osvoji rekordno peto svetovno prvenstvo v Formuli 1 in rekordno četrto zapored; rekorda ostaneta nepresežena še 50 let.
- 31. avgust - Malezija postane neodvisna država.
- 21. september - Olaf V. postane kralj Norveške ob smrti svojega očeta Håkona VII.
- 29. september - v obratu za predelavo jedrskega goriva blizu mesta Kištim pride do jedrske nesreče.
- 4. oktober - z izstrelitvijo Sputnika 1, prvega Zemljinega umetnega satelita, se pričneta vesoljska doba in vesoljska tekma med Sovjetsko zvezo in ZDA.
- 3. november - Sovjetska zveza izstreli Sputnik 2, ki v tir okrog Zemlje ponese prvo žival, psičko Lajko.
- 13. november - ameriški fizik Gordon Gould sestavi prvi laser.
- 6. december - Vanguard TV3, prvi ameriški poskus izstrelitve satelita, spodleti, ko nosilna raketa eksplodira na izstrelišču.

### Predvideni možni dogodki
- operacija Dropshot – za leto 1957 so ZDA pripravile načrt ob morebitnem napadu Sovjetske zveze v času hladne vojne

## Rojstva
- 1. januar - Luis Guzmán, portoriški igralec
- 3. januar - Bojan Križaj, slovenski alpski smučar
- 17. februar - Loreena McKennitt, kanadska glasbenica
- 19. februar - Falco, avstrijski pevec
- 10. marec - 
  - Osama bin Laden, savdski plemič, poslovnež, fundamentalist in terorist († 2011)
  - Fernand Etgen, luksemburški politik
- 3. april - Shpendi Sollaku Noé, albanski pesnik in novinar
- 9. april - Seve Ballesteros, španski golfist († 2011)
- 11. april - Bojan Požar, slovenski raziskovalni novinar
- 22. april - Donald Tusk, poljski politik
- 29. april - Daniel Day-Lewis, angleški igralec
- 10. maj - Sid Vicious, angleški glasbenik († 1979)
- 26. maj - Jože Hirnök, predsednik Zveze Slovencev na Madžarskem († 2024)
- 19. junij - Irena Grafenauer, slovenska flavtistka
- 21. junij - Tine Lesjak, slovenski harmonikar in skladatelj († 2019)
- 22. junij - Alojz Šteiner, slovenski generalmajor
- 28. junij - Lučka Kajfež Bogataj, slovenska klimatologija
- 29. junij - 
  - Gurbanguly Berdimuhammedow, turkmenistanski politik
  - Peter Vilfan, slovenski košarkar
- 8. julij - Silva Čušin, slovenska igralka
- 31. julij - Samo Fakin, slovenski zdravnik in politik
- 9. avgust - Melanie Griffith, ameriška igralka
- 15. avgust - Željko Ivanek, slovensko-ameriški igralec
- 24. avgust - Stephen Fry, angleški komik, pisatelj in igralec
- 28. avgust - Ivo Josipović, hrvaški politik
- 31. avgust - Barbara Verdnik, slovenska novinarka in urednica († 2024)
- 1. september - Gloria Estefan, kubansko-ameriška pevka
- 12. september - Rachel Ward, avstralska igralka angleškega rodu
- 18. september - Igor Samobor, slovenski igralec
- 21. september - Kevin Rudd, avstralski politik
- 22. september - Nick Cave, avstralski glasbenik
- 21. oktober - Wolfgang Ketterle, nemški fizik, nobelovec
- 20. november - Goodluck Jonathan, nigerijski politik
- 25. november - Zdravko Počivalšek, slovenski podjetnik in politik
- 13. december - Steve Buscemi, ameriški igralec
- 24. december - Hamid Karzaj, afganistanski politik

## Smrti
- 7. januar - Jože Plečnik, slovenski arhitekt (* 1872)
- 14. januar - Humphrey Bogart, ameriški filmski igralec (* 1899)
- 16. januar - Arturo Toscanini, italijanski dirigent, (* 1867)
- 1. februar - Friedrich Paulus, nemški feldmaršal (* 1890)
- 5. februar - Ciril Ličar, slovenski pianist in glasbeni pedagog (* 1894)
- 8. februar - John von Neumann, madžarsko ameriški matematik (* 1903)
- 9. februar - Miklós Horthy, avstro-ogrski kontraadmiral in regent Madžarske (* 1868)
- 18. februar - Henry Norris Russell, ameriški astronom, astrofizik (* 1877)
- 19. februar - Maurice Garin, francoski kolesar (* 1871)
- 11. marec - Richard Evelyn Byrd, ameriški mornariški častnik in raziskovalec (* 1888)
- 15. marec - Moša Pijade, jugoslovanski politik in novinar (* 1890)
- 28. april - Heinrich Bär, nemški letalski as (* 1913)
- 2. maj - Joseph McCarthy, ameriški politik (* 1908)
- 11. maj - Théophile Ernest de Donder, belgijski matematik in fizik (* 1872)
- 14. maj - Jakob Kelemina, slovenski literarni zgodovinar, literarni teoretik, folklorist in germanis (* 1882)
- 16. maj - Eliot Ness, ameriški preiskovalec (* 1903)
- 10. junij - Boris Furlan, slovenski pravnik in politik (* 1894)
- 13. junij - Irving Baxter, ameriški atlet (* 1876)
- 17. junij - Dorothy Miller Richardson, angleška pisateljica (* 1873)
- 21. junij - Johannes Stark, nemški fizik, nobelovec (* 1874)
- 5. avgust - Heinrich Otto Wieland, nemški kemik, nobelovec (* 1877)
- 7. avgust - Oliver Hardy, ameriški komik in igralec (* 1892)
- 16. avgust - Irving Langmuir, ameriški fizik in kemik, nobelovec (* 1881)
- 19. avgust - Carl-Gustav Arvid Rossby, švedsko-ameriški meteorolog (* 1898)
- 20. september - Jean Sibelius, finski skladatelj (* 1865)
- 21. september - Håkon VII., norveški kralj (* 1872)
- 13. oktober - Erich Auerbach, nemški filolog (* 1892)
- 24. oktober - Christian Dior, francoski modni oblikovalec (* 1905)
- 26. oktober - Gerty Cori, ameriška biokemičarka, nobelovka (* 1896)
- 27. oktober - Giovanni Battista Caproni, italijanski izumitelj in letalski konstruktor (* 1886)
- 3. november - Wilhelm Reich, avstrijski psihiater in psihoanalitik (* 1897)

## Nobelove nagrade
- Fizika – Čen Ning Franklin Jang, Tsungdao Lee
- Kemija – Alexander Robertus Todd, baron Todd
- Fiziologija ali medicina – Daniel Bovet
- Književnost – Albert Camus
- Mir – Lester Bowles Pearson